# National Dance Council of America

Le National Dance Council of America (NDCA) est une organisation créée en 1948 qui établit des normes pour les professeurs et les compétitions de danse de salon, de façon similaire à l'Imperial Society of Teachers of Dancing (en) fondée en 1904 à Londres.
Le National Dance Council of America est le conseil officiel d'administration de la danse et de la danse sportive aux États-Unis. Avec 17 organisations membres englobant plus de 25000 professionnels de la danse et plus de 110 compétitions et championnats soutenus, c'est la principale autorité de la danse pour les professionnels, les amateurs et les compétiteurs Professionnels-Amateurs.